# G10
G10（ジーテン、英: Group of Ten）とは、1962年10月に国際通貨基金（IMF）の一般借入取極（GAB）への参加に同意した国のグループのこと。1984年4月にスイスが新たにGABに加盟したため、加盟国は11か国であるが、名称はG10のままになっている。このグループが開催する財務大臣・中央銀行総裁会議を指すこともある。

## 加盟国
- アメリカ合衆国
- イギリス
- フランス
- ドイツ
- 日本
- イタリア
- カナダ
- オランダ
- ベルギー
- スウェーデン
- スイス

## オブザーバー
- 国際決済銀行（BIS）
- 欧州委員会（EC）
- 国際通貨基金（IMF）
- 経済協力開発機構（OECD）